# SV Möhringen
Die SV Möhringen (eigentlich: Sportvereinigung 1887 Möhringen e. V., kurz: SVM) ist ein Sportverein im Stuttgarter Stadtbezirk Möhringen. Er zählt zurzeit etwa 1500 Mitglieder in 7 Abteilungen und wird seit 2012 vom Vorsitzenden Karl-Heinz Kulow geführt.
Das SVM-Logo ist seit dem 27. Januar 2022 als Wort-/Bildmarke beim Deutschen Patent- und Markenamt in München eingetragen (Inhaber: Sportvereinigung 1887 Möhringen e. V., 70567 Stuttgart, DE).
In der langjährigen Geschichte des Vereins gab es Bundesligamannschaften, Deutsche Meister und Olympiateilnehmer. So spielte die Handballmannschaft der Männer ab 1966 in der neu gegründeten Bundesliga. Bei der Weltmeisterschaft 1967 gehörten mit Wolf-Dieter Rösner, Günter Heger und Bernd Mühleisen drei Möhringer zum Aufgebot des Deutschen Handballbundes.
Seit 1. Januar 2025 gibt es ein Konzept zum Kinder- und Jugendschutz, welches für alle Übungsleiterinnen und Übungsleiter die Kinder und Jugendliche betreuen, verpflichtend ist. Mit diesem Konzept Safe Sport kann es gelingen, den Sport für Kinder und Jugendliche beim SVM sicherer zu machen.

## Basketball

### Erfolge
Die Basketball-Abteilung kann auf eine erfolgreiche Vergangenheit zurückblicken. So spielte die Herrenmannschaft in den 1960er und 1970er Jahren in der ersten Basketball-Bundesliga und wurde häufig Süddeutscher Meister. 1995 und 2005 wurden sie Deutscher Vizemeister in Altersklassenwettbewerben der Bundesbestenspiele Basketball. Die Damenmannschaft, die b.i.g. Ladybaskets Möhringen, spielt seit mehreren Jahren in der Regionalliga.
Auch im Jugendbereich kann der SVM einige Erfolge aufweisen. So spielen eigentlich in fast allen Jahrgangsmannschaften (U10, U12, U13w, U14m1, U14m2, U15w, U16m1, U16m2, U18m, U19w, U20m) Mannschaften um die Baden-Württembergische Meisterschaft mit. Außerdem konnte der SV Möhringen viele Talente „großziehen“ und, trotz der geografischen Nähe zum Bundesliga-Club MHP Riesen Ludwigsburg, viele auch halten. Erfolgreich ist der SVM auch im Seniorenbereich, in dem er noch heute um die deutsche Meisterschaft spielt.

## Fußball
Die Fußball-Abteilung verfügt über einige Jugendmannschaften, die in der Leistungsstaffel spielen. Die erste aktive Mannschaft des Vereins spielt derzeit in der Kreisliga, ebenso die zweite Mannschaft.

## Handball
Die SV Möhringen gehörte 1966 zu den Gründungsmitgliedern der Handball-Bundesliga, in der sie sieben Jahre lang, bis zum Abstieg am Ende der Saison 1972/73, spielte.